# Ernst Kupfer
Ernst Kupfer (* 2. Juli 1907 in Coburg; † 6. November 1943 nahe Thessaloniki) war ein „Stuka“-Pilot der deutschen Luftwaffe und General der Schlachtflieger im Zweiten Weltkrieg sowie Träger des Ritterkreuzes des Eisernen Kreuzes mit Eichenlaub und Schwertern.

## Frühe Karriere
Während seines Jurastudiums an der Universität Heidelberg trat Ernst Kupfer am 1. Oktober 1928 der 5. Eskadron des 17. Bayerischen Reiterregiments der Reichswehr bei. Darüber hinaus schloss er sich 1926 der Burschenschaft Allemannia Heidelberg an und beendete im März 1937 sein Jurastudium erfolgreich. Er promovierte zum Thema „Militärgerichtsbarkeit und Parteigerichtsbarkeit der NSDAP: Ein Vergleich“, wurde kurz darauf Schwadronschef und 1939 zum Rittmeister befördert. Noch im gleichen Jahr wechselte er allerdings zur Luftwaffe, wo er zunächst auf einer Fliegerschule für Aufklärer ausgebildet wurde.

## Zweiter Weltkrieg
Ende 1939 wurde Kupfer zum Stuka-Flieger weitergebildet und schloss sich am 31. August 1940 zunächst der Ergänzungs-Stukagruppe in Lippstadt an, wurde aber bereits am 7. September 1940 zum Stuka-Geschwader 2 „Immelmann“ nach Frankreich versetzt. Am 1. Oktober übernahm er die Führung über die 7. Staffel der III. Gruppe die von nun an, aufgrund Kupfers Herkunft aus einem Reiterregiment, als 7. Schwadron bezeichnet wurde.
Seinen ersten Kampfeinsatz erlebte Kupfer während des Unternehmens Merkur, dabei versenkte er am 22. Mai 1941 den Leichten Kreuzer Gloucester durch einen Volltreffer.
Im Juni 1941 wurde das Geschwader an die Ostfront verlegt. Hier wurde man zunächst der Heeresgruppe Mitte, wenig später aber dann der Heeresgruppe Nord zugeteilt. Am 23. September 1941 startete das Geschwader einen Angriff auf die Baltische Flotte im Hafen von Kronstadt; Kupfer versenkte dabei einen sowjetischen Kreuzer. Seine Maschine wurde dabei schwer beschädigt, er konnte aber hinter den eigenen Linien landen. Beim nächsten Angriff beschädigte er das Schlachtschiff Oktjabrskaja Revoljuzija schwer, wurde aber wiederum selbst zur Notlandung gezwungen. Beim dritten Einsatz gegen Kronstadt wurde seine Ju 87 durch Flak-Feuer schwer beschädigt, bei der Notlandung überschlug sich die Maschine, und Kupfer wurde schwer verletzt. Mit mehrfachem Schädelbasisbruch, vielen weiteren Knochenbrüchen und einer schweren Gehirnerschütterung wurde er ins Lazarett eingeliefert, wo ihm am 23. November 1941 das Ritterkreuz des Eisernen Kreuzes verliehen wurde.
Sechs Monate später, am 1. April 1942, übernahm Kupfer das Kommando über die II. Gruppe im SG 2 und wurde zum Major befördert. Hier rettete er eine notgelandete Flugzeugbesatzung vor der Gefangennahme, indem er unter feindlichem Feuer neben der Besatzung landete und sie wohlbehalten hinter die eigenen Linien brachte. Am 8. Januar 1943 wurde er mit dem Eichenlaub zum Ritterkreuz des Eisernen Kreuzes ausgezeichnet, am 1. März 1943 dann zum Kommodore des gesamten Geschwaders ernannt, im September 1943 dann im Range eines Oberstleutnants zum General der Schlachtflieger. In dieser Funktion setzte er sich erfolgreich für die Ersetzung der veralteten Flugzeuge vom Typ Junkers Ju 87 und Henschel Hs 123 durch die modernen Focke-Wulf Fw 190 ein. Um Erfahrungen mit den einzelnen Kommodore der Schlachtgeschwader auszutauschen, besuchte er diese deshalb an der Front.

## Unfall und Tod
Auf dem Rückflug von einer Inspektionsreise in Griechenland zerschellte die Heinkel He 111 mit Kupfer an Bord am 6. November 1943 bei schlechtem Wetter im Belasiza-Gebirge in der Nähe von Thessaloniki. Bis zu seinem Tod hatte Kupfer insgesamt 636 Feindflüge absolviert und den Rang eines Oberstleutnants inne, posthum wurde er unmittelbar nach dem Absturz zum Obersten befördert, und am 11. April 1944 wurden ihm die Schwerter zum Ritterkreuz verliehen.

## Auszeichnungen
- Eisernes Kreuz (1939) II. und I. Klasse
- Ehrenpokal für besondere Leistung im Luftkrieg am 14. Oktober 1941
- Ritterkreuz des Eisernen Kreuzes mit Eichenlaub und Schwertern[3]
  - Ritterkreuz am 23. November 1941
  - Eichenlaub am 8. Januar 1943 (173. Verleihung)
  - Schwerter am 11. April 1944 (62. Verleihung) (posthum)
- Deutsches Kreuz in Gold am 15. Oktober 1942[3]
- Frontflugspange für Schlachtflieger in Gold mit Anhänger „Einsatzzahl 600“
- Verwundetenabzeichen (1941) in Gold
- Ärmelband Kreta